# 市民中心 (深圳)
市民中心是广东省深圳市福田區的一个巨型建筑体，鄰近深圳的商务区。最初命名为市政厅。2004年5月31日启用，公布正式名称——市民中心。同時是深圳市人民政府、深圳市人民代表大会、深圳博物馆、深圳会堂等所在。荣获2007年度中国建设工程鲁班奖（国家优质工程）。

## 建筑

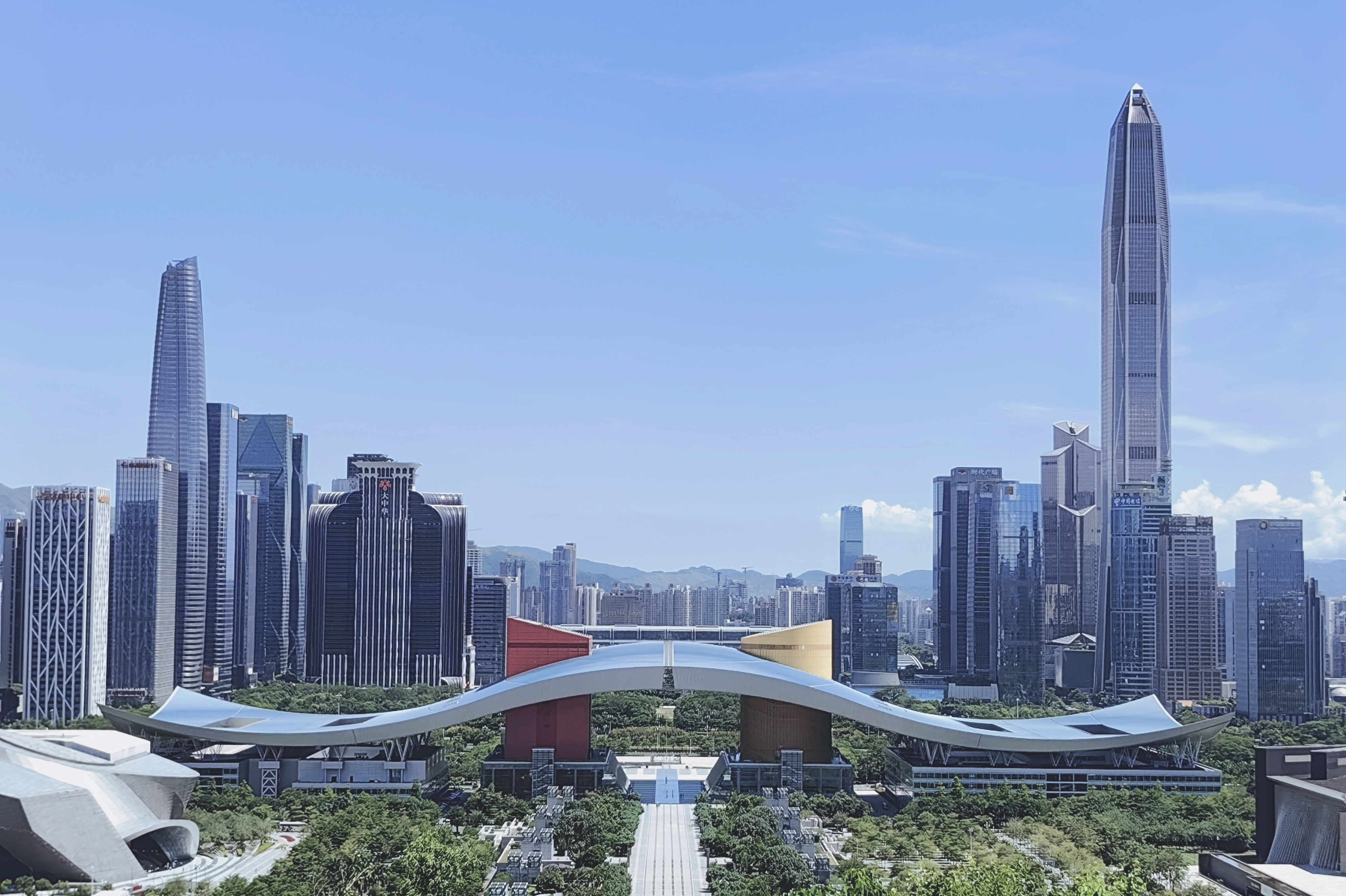
从莲花山上拍摄的市民中心远景，摄于2023年7月

建筑由美籍华裔建筑师李名仪所属的李名仪·廷丘勒建筑师事务所设计。建筑面积达21万平方米，总长度435米，最大宽度145米，总投资为人民币25亿元。建筑分为西区、中区和东区三个区域。西区主要是深圳市政府办公用房。中区主要是以公共空间为主，东区主要是深圳市人大办公用房。此外，市民中心内还设有博物馆、工业展览馆、档案馆等。

最引人注目的部分——蓝色大屋顶面积达6．3万平方米，总重量约9000吨，总长度486米、最大宽度154米。全球建筑史上尚无类似工程实例。中区建筑由支撑大屋顶的圆塔、方塔及玻璃裙楼组成，总建筑面积8.9万平方米，总高度84.7米。黄色圆塔为12层，2至9层为工业展览馆，10至12层为机房。红色方塔为15层，1至4层为2500座的大会堂，5层是设备及办公用房和市政府信息化机房，7至12层为档案馆。中区双塔间有5.8米高、面积8000平方米的平台，是观光、休闲的场所。往南有一个露天大舞台，供大型庆典、文艺晚会之用。

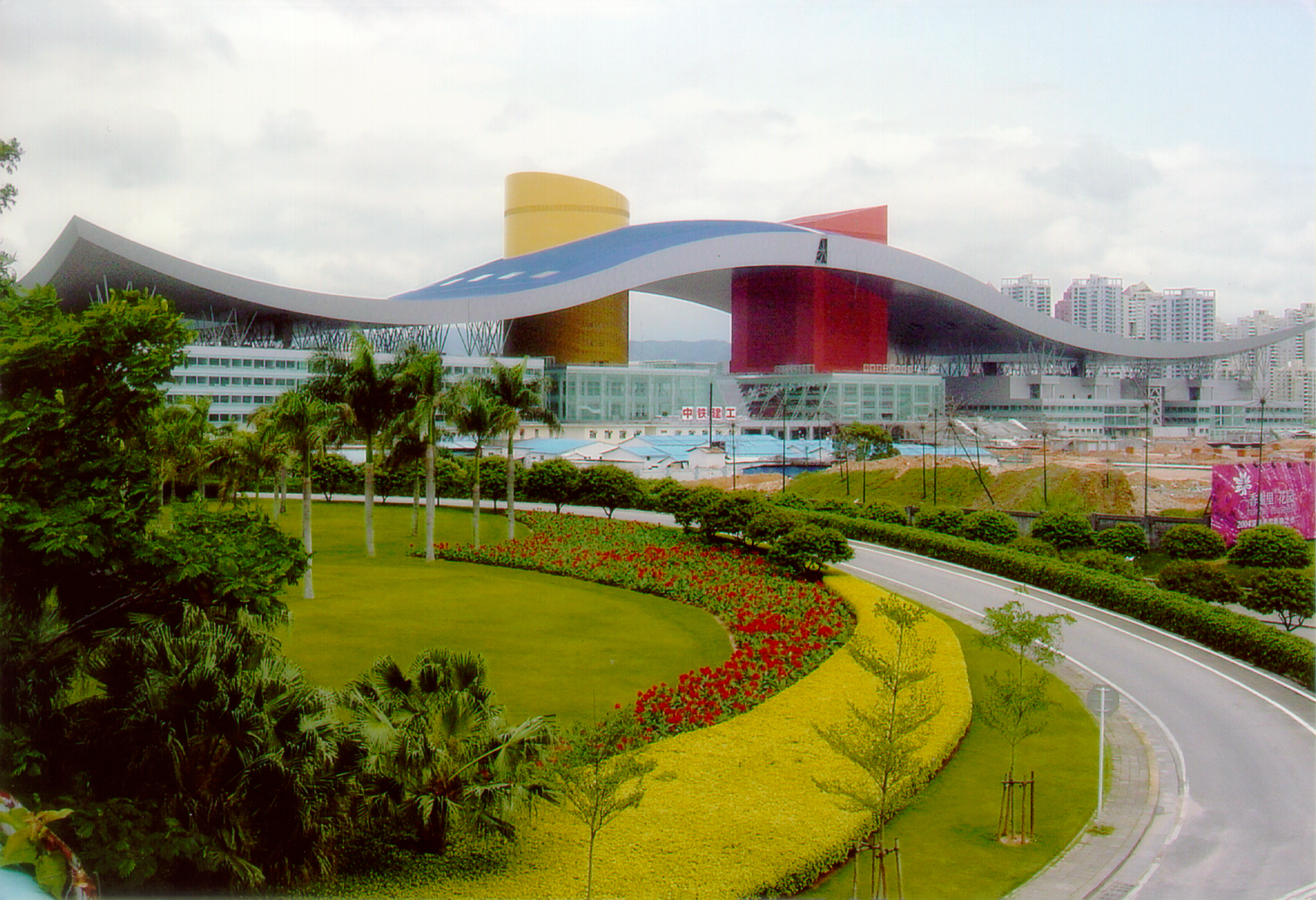
刚建成的深圳市民中心，摄于2005年